# Instituto de Hortofruticultura Subtropical y Mediterránea La Mayora
El Instituto de Hortofruticultura Subtropical y Mediterránea “La Mayora” (ISHM) es un instituto público de investigación creado para potenciar y coordinar más eficientemente la investigación científica en horticultura intensiva y fruticultura subtropical. Depende administrativamente del Consejo Superior de Investigaciones Científicas (CSIC) y de la Universidad de Málaga (UMA). Este centro de investigación lidera los estudios internacionales sobre la producción de frutas subtropicales y mediterráneas, así como la introducción de nuevas variedades de frutas exóticas. Sus investigadores trabajan, tanto a nivel básico como aplicado, en el control de enfermedades de plantas y la mejora genética para una mayor calidad y seguridad de los frutos.

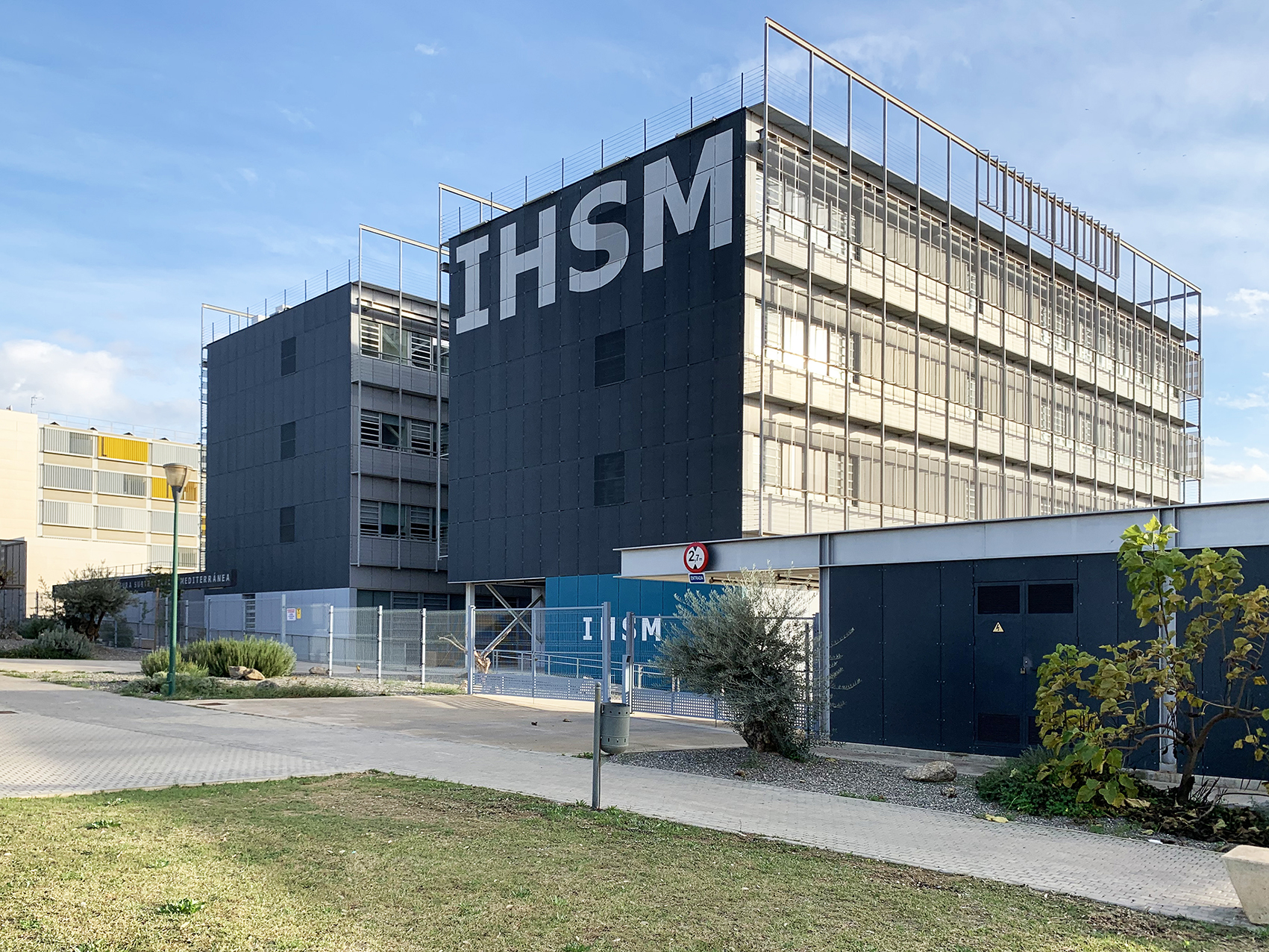
Edificio del IHSM en el Campus de Teatinos, proyecto de Mizien arquitectura,junto a Applus y Aesplus.

## Historia
En 1961 el CSIC fundó la Estación Experimental La Mayora, una finca de 50 hectáreas en el municipio de Algarrobo, provincia de Málaga, para el estudio y fomento de las exportaciones agrarias españolas; y dos años más tarde, se firmó un convenio hispano-alemán para desarrollar cultivos intensivos con potencial comercial. Dirigida por Hans-Dieter Wienberg, “La Mayora” introdujo el cultivo de la fresa en Huelva y, ya en los años setenta, el aguacate y el mango en Málaga y Granada. También se implantaron estrategias sostenibles para el control de plagas y enfermedades como las producidas por la mosca blanca en el tomate y el oídio en el melón.
En el año 2010, el CSIC y la Universidad de Málaga llegaron a un acuerdo para crear el IHSM, que coordina la investigación de "La Mayora" y varios departamentos de la Facultad de Ciencias. En marzo de 2021 se inauguró un nuevo edificio en el Campus Universitario de Teatinos diseñado por Mizien arquitectura, junto a Applus y Aesplus.

## Colecciones vegetales
Junto a los cultivos tradicionales de la Axarquía malagueña como el aguacate, mango o chirimoya, se estudian otras variedades de frutas exóticas como guayaba, papaya, pitaya, longan, lúcuma, zapote, lichi o carambola.
Hay varios invernaderos en la finca y el invernadero en la ampliación del Campus de Teatinos.

## Investigación
Los estudios que aquí se realizan:
- Mejora genética y biotecnología de las plantas frutales subtropicales, para conseguir una mayor calidad nutricional de los frutos, así como de sus características externas.
- Fruticultura subtropical y mediterránea se ocupa de una utilización sostenible de los recursos genéticos en fruticultura subtropical,
- Estudio de interacciones planta-patógeno.[1][3]